# Paul Wilson Brand
Paul Wilson Brand (* 17. Juli 1914 in Udagamandalam, Indien; † 8. Juli 2003 in Seattle) war ein britischer Chirurg mit Spezialisierung auf Handchirurgie. Er wurde durch seine Methoden in plastischer Chirurgie und Sehnenverpflanzungen an Leprapatienten sowie durch Veröffentlichungen zum Schmerzempfinden international bekannt und mehrfach ausgezeichnet.

## Leben
Paul Brands Eltern Jesse und Evelyn Brand waren britische Missionare der Strict Baptist Mission in Südindien. Sie hatten eine einjährige medizinische Zusatzausbildung und waren in dem kleinen Gebirgszug der Kolli Malai (Kolli-Berge), die damals zur Provinz Madras gehörten und heute im Distrikt Namakkal im Bundesstaat Tamil Nadu in Südindien liegen, großenteils ärztlich tätig. Für die Geburt ihres Sohnes Paul Wilson reisten sie in das 170 Kilometer entfernte Udagamandalam in den Nilgiri-Bergen, wo er am 17. Juli 1914 zur Welt kam. Die Reise legten Mutter und Kind großenteils in Ochsenkarren und einer sänftenartigen Trage zurück, um zurück in die Kolli-Berge zu gelangen. Dort wuchsen Paul und seine jüngere Schwester Connie auf, bis sie 1923 zur weiteren schulischen Bildung nach London geschickt wurden. Der Vater Jesse starb 1929 an Malaria. Neben seiner Ausbildung engagierte sich Paul in der Jugendarbeit der Baptistenkirche und predigte auch. Während des Luftkriegs in England studierte er Medizin und musste mehrfach den Wohnort wechseln, sein College wurde zeitweise in unterschiedliche Orte ausgelagert. Im Studium lernte er Margaret Berry kennen, die er 1943 heiratete. Margaret Brand begleitete ihren Mann 1946 nach Indien und wurde dort ebenfalls als Ärztin mit Schwerpunkt Augenheilkunde bei Leprakranken tätig. Das Paar hatte sechs Kinder. 1967 zog er mit seiner Familie in die Vereinigten Staaten.
1974 starb Pauls Mutter Evelyn in den Kolaryans in Südindien, wo sie nach dem Tod ihres Mannes die ärztliche und missionarische Tätigkeit fortgesetzt hatte.
Neben der medizinischen Tätigkeit, der Forschung, medizinischen Vorlesungen und internationalen Vorträgen hielt Paul Brand auch immer wieder christliche Gottesdienste und Andachten. Sein persönlicher Glaube prägte seine medizinische und sonstige Tätigkeit und kam auch in seinen Veröffentlichungen immer wieder zum Ausdruck.
Am 8. Juli 2003 starb Paul Brand in Seattle.

## Laufbahn
Paul Brand besuchte in London zunächst ein Jahr eine Privatschule, danach ging er auf die University College School in Hampstead. Im Dezember 1930 ging Paul Brand von der Schule ab und machte eine fünfjährige Lehre in den grundlegenden Baufächern. Zur Vorbereitung auf eine Tätigkeit als Missionar besuchte er nach seiner Ausbildung einen tropenmedizinischen Kurs der Livingstone Medical School, 1936 eine Ausbildungsstätte für Missionare. Er entschloss sich jedoch 1937, seine Ausbildung durch ein Medizinstudium an der University College Medical School fortzuführen.
Im Luftkrieg gegen England musste er als Student und als junger Chirurg in London zahlreiche Bombenopfer medizinisch versorgen. Im Frühling 1944 wurde er Stationsarzt für Chirurgie im Great Ormond Street Hospital, nach einem Jahr wechselte er wieder ins University College Hospital und absolvierte die Abschlussprüfungen zum Fellow des Royal College of Surgeons of England.
Im Jahre 1946 berief Robert Greenhill Cochrane ihn als Chirurg und Professor an das Christian Medical College and Hospital in Vellore. Die 1942 aus einer von Ida Sophia Scudder gegründeten Hebammen- und Schwesternschule hervorgegangene Hochschule und das Krankenhaus sollten für männliche Studenten geöffnet werden und mussten an höhere Ausbildungsansprüche angepasst werden. Cochrane inspirierte Paul Brand auch zu seinen Forschungen über Verformungen der Gliedmaßen von Leprakranken, die in einem Leprosenheim in Chengalpattu und am Schieffelin Leprosy Research and Training Centre in Karigiri betreut wurden. Paul Brand wies nach, dass Verformungen und Verlust von Gliedmaßen, Geschwüre und andere Verletzungen auf den Befall der Nerven und den Verlust von Gefühl zurückzuführen waren und nicht – wie zuvor meist angenommen – als unmittelbare Folge der Lepra gelten mussten. Er entwickelte daraufhin Methoden der Sehnenverpflanzung, um Lähmungen einiger Handmuskeln zu behandeln, sowie Methoden der plastischen Chirurgie zur Wiederherstellung der Gesichtsformen Leprakranker. Zur Forschung, zur Rehabilitation und zur Erleichterung der Wiedereingliederung Leprakranker in die Gesellschaft gründete er 1950 in Vellore das New Life Center (Nava Jiva Nilayam) mit Werkstätten und Hütten, in denen die Patienten wohnen und neue Fertigkeiten erlernen konnten.
Seit 1952 gehörte Paul Brand der britischen Lepra-Mission an, 1964 übernahm er die weltweite Leitung der Sachbereiche Chirurgie und Rehabilitation dieser Missionsgesellschaft. 1967 wechselte Brand auf Einladung des United States Public Health Service in die Rehabilitationsabteilung des National Leprosarium in Carville, Louisiana, die er bis zu seinem Eintritt in den Ruhestand 1986 leitete. Anschließend wurde er medizinischer Berater der University of Washington in Seattle. Er beriet die Weltgesundheitsorganisation und war von 1993 bis 1999 Präsident der Internationalen Lepramission.
In Katpadi im Distrikt Vellore wurde das 2005 eingeweihte Paul Brand Integrated Health Center nach ihm benannt.

## Auszeichnungen
- Hunter-Professur des Royal College of Surgeons (1952)
- Lasker Award der International Society for the Rehabilitation of the Disabled (1960)[6]
- Ernennung zum Commander of the Most Excellent Order of the British Empire in Anerkennung seiner Verdienste um die indisch-britischen Beziehungen (1961)
- Damien-Dutton Award zusammen mit seiner Frau Margaret (1977)
- U.S. Surgeon General’s Medallion (1977)

## Veröffentlichungen
- Paul Brand, Philip Yancey: Fearfully and Wonderfully Made. Zondervan 1980. ISBN 0-310-35451-X.
- Paul Brand, Philip Yancey: In His Image. Zondervan 1983. ISBN 0-310-35501-X.
- Paul W. Brand: Clinical Mechanics of the Hand. Mosby 1985. ISBN 0-8016-0886-4.
- Paul Brand, Philip Yancey: Pain: The Gift Nobody Wants. Zondervan 1993. ISBN 0-310-22144-7.
- Paul Brand: The Forever Feast. Vine Books 1993. ISBN 0-89283-775-6.